# تقاطع ريمز
تقاطع ريمز (بالعبرية: צוֹמֶת רֶמֶז تْسُومِيتْ رِيمِزْ) هو تقاطع سكة حديد في منطقة برديس حنا-كركور شمالي إسرائيل. يربط التقاطع بين السكة الحديدية الساحلية والسكة الحديدية الشرقية التاريخية.
في هذا التقاطع تمر جميع خطوط نقل الركاب والشحن في خطوط السكك الحديدية الإسرائيلية، التي تنطلق من وسط البلاد إلى الشمال على خط السكة الحديدية الساحلية. يُستخدم مقطع السكة الحديدية الشرقية من محطة الخضيرة الشرقية لقطارات الشحن التي تخدم مصانع غرانوت القريبة من المحطة.
في مايو 2020 بدأ العمل على تطوير التقاطع من خلال إضافة سكة قوسية مزدوجة تنطلق من السكة الحديدية الشرقية الجديدة إلى كلا الاتجاهين من السكة الحديدية الساحلية. تتم أعمال البنى التحتية والتخطيط والإدارة على يد شركة ح.ب.ت (بالعبرية: חברת ח.פ.ת) ويتم تنفيذها بواسطة شركة المقاولة سوليل بونيه (بالعبرية: סולל בונה).

## أصل التسمية
سُمي التقاطع على اسم دافيد ريمز الذي كان وزير المواصلات أثناء تخطيط وإنشاء المشروع، وقد توفي قبل اكتماله. عمل ريمز في الزراعة في كركور، وعلى اسمه يوجد حي سكني في برديس حنا-كركور يقع قرب التقاطع.
في تخطيط المشروع الأصلي أُطلق على التقاطع اسم «تقاطع حنا» بسبب قربه لبرديس حنا، لكن بعد وفاة ريمز، تقرر تسمية التقاطع على اسمه. وهكذا أُعطي للتقاطع اسم حتى قبل الافتتاح الرسمي لسكة الحديد الساحلية. 

## تاريخ
بعد انتهاء الحرب العالمية الأولى احتل البريطانيون فلسطين، وأعادوا تمهيد السكة الحديدية من اللد إلى الخضيرة (المحطة الشرقية) بأبعاد قياسية. ومن هُناك واصل الخط شمالًا إلى حيفا وبذلك أُفتتح خط حيفا–قنطرة في 1 نوفمبر 1920 كجزء من خدمات خطوط السكك الحديدية الفلسطينية.
مع قيام دولة إسرائيل قررت الحكومة تمهيد خط سكة حديد مُباشر يربط بين حيفا وتل أبيب لتقصير المسافة للمسافرين (حتى ذلك الحين لم يكن من الممكن السفر إلا عن طريق السكة الحديدية الشرقية وسكة حديد اليركون).
في 14 مايو 1953 أُفتتح الخط الساحلي باحتفالٍ في كفار فيتكين. السكة الساحلية هي امتداد للسكة الشرقية وبالتالي تم إنشاء تقاطع ريمز. مع افتتاح خط سكة الحديد الساحلية تقلصت خدمة الركاب بين كفار سابا ومحطة الخضيرة الشرقية بشكل كبير، واستخدمت السكة لقطارات الشحن بشكل رئيسي.
في عام 1968 توقفت خدمة الركاب تمامًا، وفي عام 1969 توقف استخدام المقطع الواقع جنوب محطة الخضيرة الشرقية بشكل كامل. وتم تفكيك معظم السكة الحديدية الشرقية الممتدة بين كفار سابا والخضيرة واستخدمت -من بين أمور أُخرى- لبناء التحصينات على طول خط بارليف.

## خطط مستقبلية

### تجديد سكة الحديد الشرقية
في عام 2012 تمت الموافقة على مشروع تجديد السكة الحديدية الشرقية كخطة للبنية التحتية الوطنية (תת"ל 22). وكجزء من هذه الخطة تقرر تجديد خط سكة الحديد الشرقية لنقل الركاب والبضائع وتطوير تقاطع ريمز.
في 11 أغسطس 2016 تقرر في اجتماع لمجلس الوزراء أن المشروع ستديره شركة نتيفي يسرائيل وسيستمر في التخطيط الفردي.
في قانون الترتيبات لعامي 2017 و2018 تم إدراج خط سكة الحديد الشرقية في قائمة المشاريع ذات الأولوية الوطنية، وتم اعتماد الميزانية المخصصة لتنفيذه. في 27 فبراير 2018 أصدر وزير النقل يسرائيل كاتس بيانًا عن مصادرة أراضي، وبالفعل في نهاية أبريل من ذلك العام تم إرسال إخطارات إلى ملاك الأراضي. في 23 أكتوبر 2018 تم الإعلان عن انتهاء مرحلة التخطيط الأولى للمسار. تمتد السكة الحديدية على طول الطريق 6، ومن المتوقع أن تبدأ الأعمال في عام 2020 وتنتهي في عام 2026.
كجزء من الأعمال سيتم إضافة قوس سكة حديد مزدوج مما سيسمح بالسفر للقطارات من السكة الشرقية نحو الجنوب عن طريق السكة الساحلية. السكة الفردية الموجودة اليوم سوف تتضاعف وتتم ترقيتها.

### مضاعفة السكك الساحلية
كجزء من الخطة الاستراتيجية لقطار إسرائيل لعام 2040، من المخطط مضاعفة السكك الساحلية وبناء سكتين إضافيتين بين محطة حيفا وهرتسليا، والتي ستمر أيضًا عبر التقاطع.

### كهربة
كجزء من خطة البنية التحتية الوطنية لمشروع الكهرباء (תת"ל 18) سيتم تزويد السكة الساحلية والسكة الشرقية بالكهرباء، وسيتم تركيب نظام إمداد طاقة عالي الجهد علوي من قبل شركة SEMI الإسبانية التي فازت بالمناقصة. يوفر النظام جهدًا متناوبًا يبلغ 25 ألف فولت بتردد 50 هرتز.